# Enrico Narducci
Enrico Narducci (Roma, 23 de novembre de 1832 - Roma, 11 d'abril de 1893) va ser un bibliotecari, arxiver i erudit italià que va idear la introducció del sistema de catalogació col·lectiva dels llibres a les biblioteques d'Itàlia.

## Biografia
Enrico Narducci va nàixer a Roma el 1832. Durant la seva adolescència, el 1849, va combatre a Roma amb els republicans. Després de seguir estudis clàssics començà a treballar com a bibliotecari del príncep Baldassarre Boncompagni, un entusiasta bibliòfil i amant de les ciències físiques i matemàtiques. Va seguir classes de llengua àrab amb el professor Sciahuan i el 1858 quan acabava tot just el curs elementari d'aquest idioma va publicar el seu Saggio di voci italiane derivate dall'arabo, un llibret en el qual registrava 199 paraules d'origen àrab que completà amb un segon assaig el 1868.
El 1871 va esdevenir comissari governatiu pel que fa al transferiment dels llibres que s'havien confiscat a les congregacions religioses que havien estat dissoltes. L'any següent fou triat per a dirigir la prestigiosa Biblioteca universitària Alessandrina. Alhora que mantenia el seu càrrec de director, li fou demanat uns quants anys després d'ocupar altres càrrecs com el de bibliotecari a la Biblioteca Angelica amb l'encàrrec de catalogar-ne els manuscrits.
El 1884 se l'acusà d'irregularitats de gestió en el seu càrrec de director de l'Alessandrina. Les acusacions, probablement degudes a una voluntat de venjança de sectors clericals, s'esvairen el 1886 i fou innocentat de tota mena de culpabilitat. Poc temps després, es jubilà i visqué a Roma fins a la seva mort el 1893.
Va ser soci corresponsal dels Lincei (a partir de 1877)

## Obres
- Saggio di voci italiane derivate dall'arabo (1858)
- Secondo saggio di voci italiane derivate dall'arabo (1863)
- Intorno a due edizioni della Summa de arithmetica di fra Luca Pacioli (1863)
- Intorno alla vita ed agli scritti dell'avvocato Gustavo Camillo Galletti (1868)
- Notizie della Biblioteca Alessandrina nella R. Università di Roma (1872)
- Catalogo dei codici Petrarcheschi delle biblioteche Barberina, Chigiana, Corsiniana, Vallicelliana e Vaticana e delle edizioni Petrarchesche esistenti nelle biblioteche pubbliche di Roma (1874)
- Dell'uso e della utilità di un catalogo generale delle Biblioteche d'Italia / relazione e proposta Guido Baccelli; seguita dalla prima sillaba dello stesso catalogo per cura di Enrico Narducci. (1883)